# Driewegen (Biervliet)
Driewegen is een buurtschap in de gemeente Terneuzen, nabij Biervliet, in de Nederlandse provincie Zeeland. 
De buurtschap, in de regio Zeeuws-Vlaanderen, is gelegen aan provinciale weg N678 (Biervliet-Hoofdplaat). Ze bestond oorspronkelijk uit drie wegen: Driewegenweg, Hoofdplaatseweg en Oudeweg. Tussen de Hoofdplaatseweg en de Oudeweg is een nieuwbouwwijkje aangelegd, het Burgemeester Verplankeplein. De straten zijn gekenmerkt door aaneengesloten bebouwing, enkele verspreide huizen, een aantal landbouwbedrijven en het tankstation.

## Naamgeving
De buurtschap dankt haar naam aan de driesprong van de dijken van de Ameliapolder, de Sint Pieterspolder en de Helenapolder, die bij de buurtschap samenkomen.

## Natuurgebied
Onmiddellijk ten noorden van Driewegen bevindt zich een weidegebiedje van 14 ha, waar tot einde 20e eeuw de boomkikker nog voorkwam als enige plaats in de gemeente Terneuzen. Het kikkertje verdween, maar men heeft het gebied heringericht als natuurgebied met poelen en meidoornheggen, opdat het dier weer terugkeert. Het gebied is eigendom van Staatsbosbeheer en er loopt een wandelpad omheen.
Steden: Axel · Biervliet · Philippine · Sas van Gent · Terneuzen

Dorpen: Hoek · Koewacht · Overslag · Sluiskil · Spui · Westdorpe · Zaamslag · Zandstraat · Zuiddorpe

Buurtschappen: Den Abeele · Altena · Axelschestraat · Batterij · Berdelingebuurte (deels) · Boerengat · Bontekoe · Boschdorp · Boschdorp · Bouchauterhaven · Cootjesdorp · De Sluis · Driedijk · Driekwart · Drieschouwen · Driewegen · Eendragt · Het Fort · Fort Ferdinandus · Griete · Hasjesstraat · Haven (deels) · Hazelarenhoek · Het Zand · Hoek van de Dijk · Holleken (deels) · Hoogedijk · Isabellahaven · Kampersche Hoek · Kijkuit · Klein Gent · Knol · De Kraag · Kruispad · Kwakkel · Magrette · Mauritsfort · Molenhoek · De Muis · Nieuwemolen · Nieuwlandse Molen · Othene · Oude Molen · Oude Polder · Paradijs · Passluis · Poonhaven · Posthoorn (deels) · De Put · De Ratte · Reedijk · Reuzenhoek · Rijgerij · Roodesluis · Schaapdijk · Schapenbout · Sint Andries · Steenovens · De Sterre · Stoppeldijkveer (deels) · Stroodorpe · Vaartwijk · Vaatje · Val · Varempé · Waterhuis · Watervliet · Wouterij · Wulpenbek · Zaamslagveer · Zandplaat · Zwartenhoek

Streekje: Tweekwart

Historische plaatsen: Axelsche Sassing · Noordhoek · De Stuiver · Triniteit · Vingerling

Zeeland: Steden en dorpen in Zeeland      Nederland: Provincies · Gemeenten